# Opacitat

Comparacions d'opacitat (1), translucidesa (2), i transparència (3); darrere de cada panell hi ha una estrella.

Un material presenta opacitat quan no deixa passar la llum en proporció apreciable. És una propietat òptica de la matèria, que té diversos graus i propietats. Es diu en canvi, que un material és translúcid quan deixa passar la llum, però de manera que les formes es fan irrecognoscibles, i que és transparent quan deixa passar fàcilment la llum.
Generalment es diu que un material és opac quan bloqueja el pas de la llum visible. Per a aplicacions tècniques, s'estudia la transparència o opacitat a la radiació infraroja, a la llum ultraviolada, als Rajos X, als rajos gamma…
Segons la mecànica quàntica, un material serà opac a certa longitud d'ona quan en el seu esquema de nivells d'energia hi hagi alguna diferència d'energia que correspongui amb aquesta longitud d'ona. Així, els metalls són opacs (i reflecteixen la llum) perquè les seves bandes d'energia són tan amples que qualsevol color de l'espectre visible pot ser absorbit i reemès.